# Agapema interrupta
Agapema interrupta är en fjärilsart som beskrevs av Max Wilhelm Karl Draudt 1929. Agapema interrupta ingår i släktet Agapema och familjen påfågelsspinnare. Inga underarter finns listade i Catalogue of Life.